# Agrosteella cheni
Agrosteella cheni es un coleóptero de la familia Chrysomelidae.
Fue descrita científicamente por primera vez en 2002 por Ge, Wang, Yang & Li.